# Санта Марија Амазено (Фрозиноне)
Санта Марија Амазено је насеље у Италији у округу Фрозиноне, региону Лацио.
Према процени из 2011. у насељу је живело 150 становника. Насеље се налази на надморској висини од 546 м.